# Женский мировой шоссейный кубок UCI 2004
Женский мировой шоссейный кубок UCI 2004 — 7-й сезон одноимённого шоссейного сезонного соревнования.

## Обзор сезона
Календарь турнира претерпел изменения. По сравнению с прошлым сезоном в него вместо прекратившей своё существование на долгие годы нидерландской Амстел Голд Рейс был включён только что созданный бельгийский Тур Фландрии. Таким образом турнир остался состоять из 9 однодневных гонок которые также входили в Женский мировой шоссейный календарь UCI 2004. Турнир стартовал в конце февраля гонкой в Австралии. Затем в марте и апреле прошло ещё четыре гонки в Европе. После этого в конце мая была проведена одна гонка в Канаде. Заключительные три гонки прошли с конца августа по середину сентября снова в Европе.
Регламент турнира претерпел изменение. Индивидуальный рейтинг предусматривал начисление очков первым 20 гонщицам на каждой гонке. Помимо этого впервые в истории Кубка в последней гонке сезона удваивались начисляемые очки. Победитель сезона определялся по общей сумме набранных очков независимо от количества проведённых гонок.
Начисляемые очки
| Место | 1  | 2  | 3  | 4  | 5  | 6  | 7  | 8  | 9  | 10 | 11 | 12 | 13 | 14 | 15 | 16 | 17 | 18 | 19 | 20 |
| ----- | -- | -- | -- | -- | -- | -- | -- | -- | -- | -- | -- | -- | -- | -- | -- | -- | -- | -- | -- | -- |
| Очки  | 75 | 50 | 35 | 30 | 27 | 24 | 21 | 18 | 15 | 11 | 10 | 9  | 8  | 7  | 6  | 5  | 4  | 3  | 2  | 1  |

Победительницей индивидуального рейтинга стала австралийка Ойнон Вуд которая выиграла 1 гонку, она также стала третьей и по итогам Мирового календаря UCI 2004. Второе место заняла немка Петра Росснер, третье – ещё одна немка Анжела Хенниг.

## Календарь
| 29 фев | Джелонг Ворлд Кап         | CDM | Ойнон Вуд         | Петра Росснер      | Михо Оки           |
| 20 мар | Примавера Роза            | CDM | Зульфия Забирова  | Мирьям Мельхерс    | Ойнон Вуд          |
| 28 мар | Гран-при Кастилии и Леона | CDM | Ангела Хенниг     | Ойнон Вуд          | Мирьям Мельхерс    |
| 4 апр  | Тур Фландрии              | CDM | Зульфия Забирова  | Трикси Воррак      | Леонтин Ван Морсел |
| 21 апр | Флеш Валонь               | CDM | Соня Юге          | Ханка Купфернагель | Эдита Пучинскайте  |
| 29 май | Монреаль Ворлд Кап        | CDM | Женевьева Жансон  | Юдит Арндт         | Оливия Голлан      |
| 28 авг | Гран-при Плуэ - Бретань   | CDM | Эдита Пучинскайте | Мирьям Мельхерс    | Ойнон Вуд          |
| 5 сен  | Тур Роттердама            | CDM | Петра Росснер     | Ангела Хенниг      | Таня Шмидт-Хеннес  |
| 12 сен | Тур Нюрнберга             | CDM | Петра Росснер     | Ангела Хенниг      | Ойнон Вуд          |

## Итоговый рейтинг
| Индивидуальный рейтинг | Индивидуальный рейтинг | Индивидуальный рейтинг         | Индивидуальный рейтинг | Индивидуальный рейтинг |
| Гонщик                 | Гонщик                 | Команда                        | Очки                   |                        |
| ---------------------- | ---------------------- | ------------------------------ | ---------------------- | ---------------------- |
| 1-й                    | Ойнон Вуд              | AIS                            | 334 очков              |                        |
| 2-й                    | Петра Росснер          | Equipe Nürnberger Versicherung | 293 очков              |                        |
| 3-й                    | Ангела Хенниг          | Red Bull-Frankfurt             | 229 очков              |                        |
| 4-й                    | Мирьям Мельхерс        | Farm Frites-Hartol             | 184 очков              |                        |
| 5-й                    | Зульфия Забирова       | Let's Go Finland               | 154 очков              |                        |
| 6-й                    | Эдита Пучинскайте      | SC Michela Fanini Record Rox   | 115 очков              |                        |
| 7-й                    | Элисон Райт            | Nobili Rubinetterie-Guerciotti | 108 очков              |                        |
| 8-й                    | Таня Шмидт-Хеннес      | Next 125                       | 100 очков              |                        |
| 9-й                    | Оливия Голлан          |                                | 94 очков               |                        |
| 10-й                   | Катя Лонгин            | SC Michela Fanini Record Rox   | 85 очков               |                        |